# Siwalan (Mlarak)
Siwalan is een bestuurslaag in het regentschap Ponorogo van de provincie Oost-Java, Indonesië. Siwalan telt 2225 inwoners (volkstelling 2010).